# Akční plán z Lagosu
Akční plán z Lagosu (oficiálně anglicky Lagos Plan of Action for the Economic Development of Africa, 1980–2000) z roku 1982 byl výstupem setkání Organizace africké jednoty v Monrovii v roce 1979, na kterém představitelé afrických států diskutovali o problematice chudoby tohoto světadílu.
Akční plán byl vytvořen v roce 1980 a stal se tak vůbec prvním vážnějším krokem v boji s chudobou v Africe. Jeho hlavní myšlenkou bylo ukončit závislost hospodářského vývoje v Africe na vývoji celosvětového hospodářství, resp. vývoji v bývalých metropolích, zejména EHS, se kterými měly tyto země vazby institucionalizované smlouvami z Yaoundé a Lomé.
Akční plán z Lagosu si vytyčil smělé cíle: uskutečnit výrazné zemědělské reformy, které by vedly k hospodářskému růstu 4 %, a následnou industrializaci, jejímž důsledkem by byl roční hospodářský růst ve výši 9,5 %. Vedlejšími cíli byla ekonomická a sociální integrace afrického kontinentu.
Mezinárodní měnový fond a Světová banka nebyly těmto plánům nakloněny.